# Aeroporto de Avaré-Arandu
O Aeroporto Estadual de Avaré-Arandu / Comandante Luiz Gonzaga Lutti, localizado no interior do estado de São Paulo, tem como objetivo servir a aviação geral, não possui voos regulares de companhias aéreas. É administrado pelo DAESP.

## Aeroporto RegionalAvaré-Arandu/ Comandante Luiz Gonzaga Lutti
SDRR/QVP

### Características
Latitude: 23°05'35 S - Longitude: 48°59'03" O 

Indicação ICAO: VFR não-precisão
Horário de Funcionamento: H24O/R noturno a pedido 
	
Altitude: 810m/2.657 ft	

Temperatura Média: 30 °C 

Fuso horário: UTC-3 (-2DT) 

Distância da Capital (km) - Aérea: 239 

Distância até o centro da cidade: 9 km 

### Pista
Dimensões em metros: 1.480 x 30 

Designação da cabeceira: 15 - 33 

Tipo de Piso: asfalto
Resistência do Piso (PCN): 26/F/A/X/T

### Pátio
Dimensões (m): 55 x 80 - Capacidade de Aviões: 2 Fokker 100

### Instalações
Terminal de Passageiros (m²): 210 	 

### Distâncias aéreas
- São Paulo : 239 km
- Brasília: 820 km
- Recife: 2244 km
- Porto Alegre: 804 km

### Observação
O aeroporto leva o nome de Avaré/Arandu por ter sido instalado exatamente nos limites dos dois municípios, principalmente o terminal de passageiros.

## Galeria de fotos
Clique na foto para ver maior

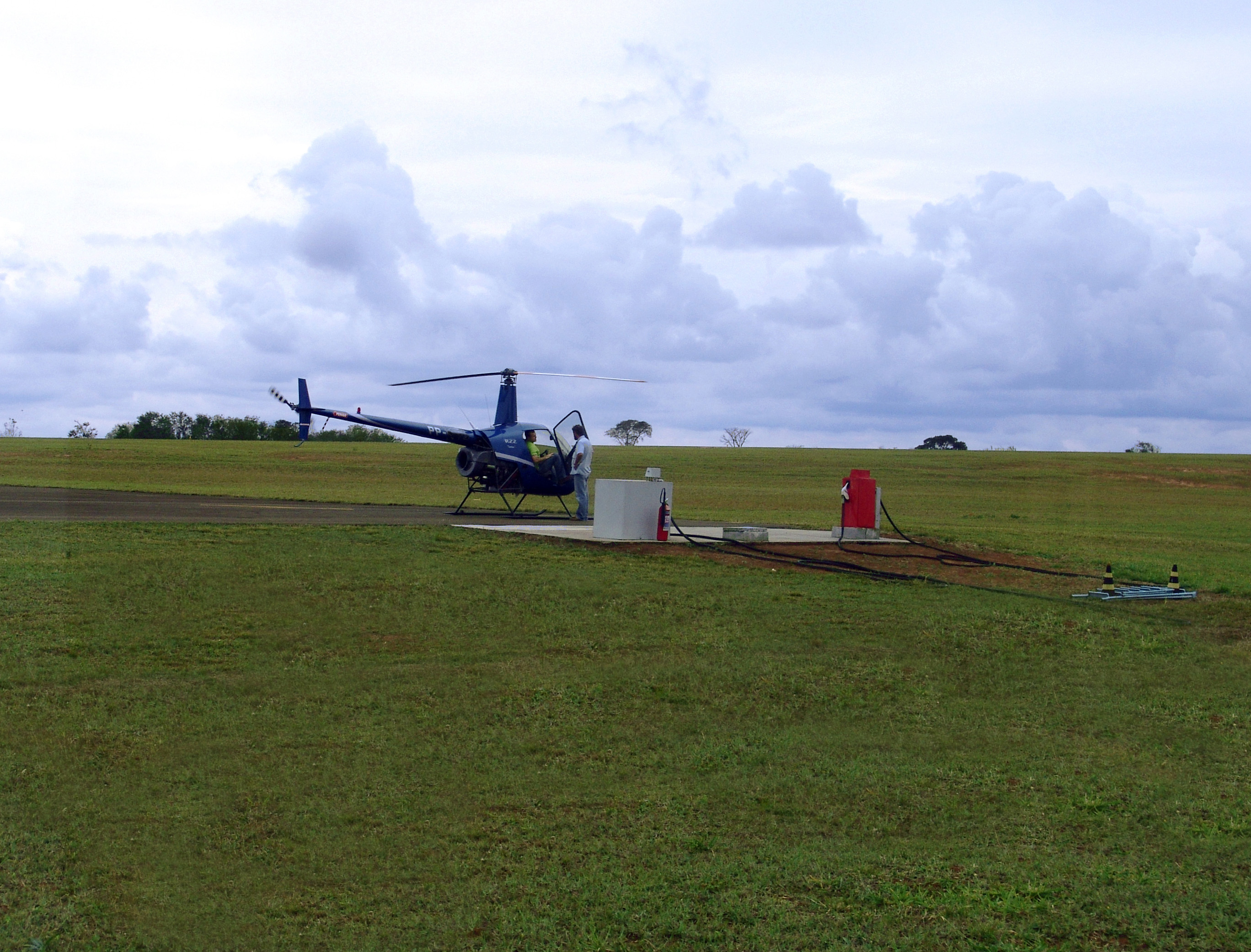
Abastecendo helicóptero
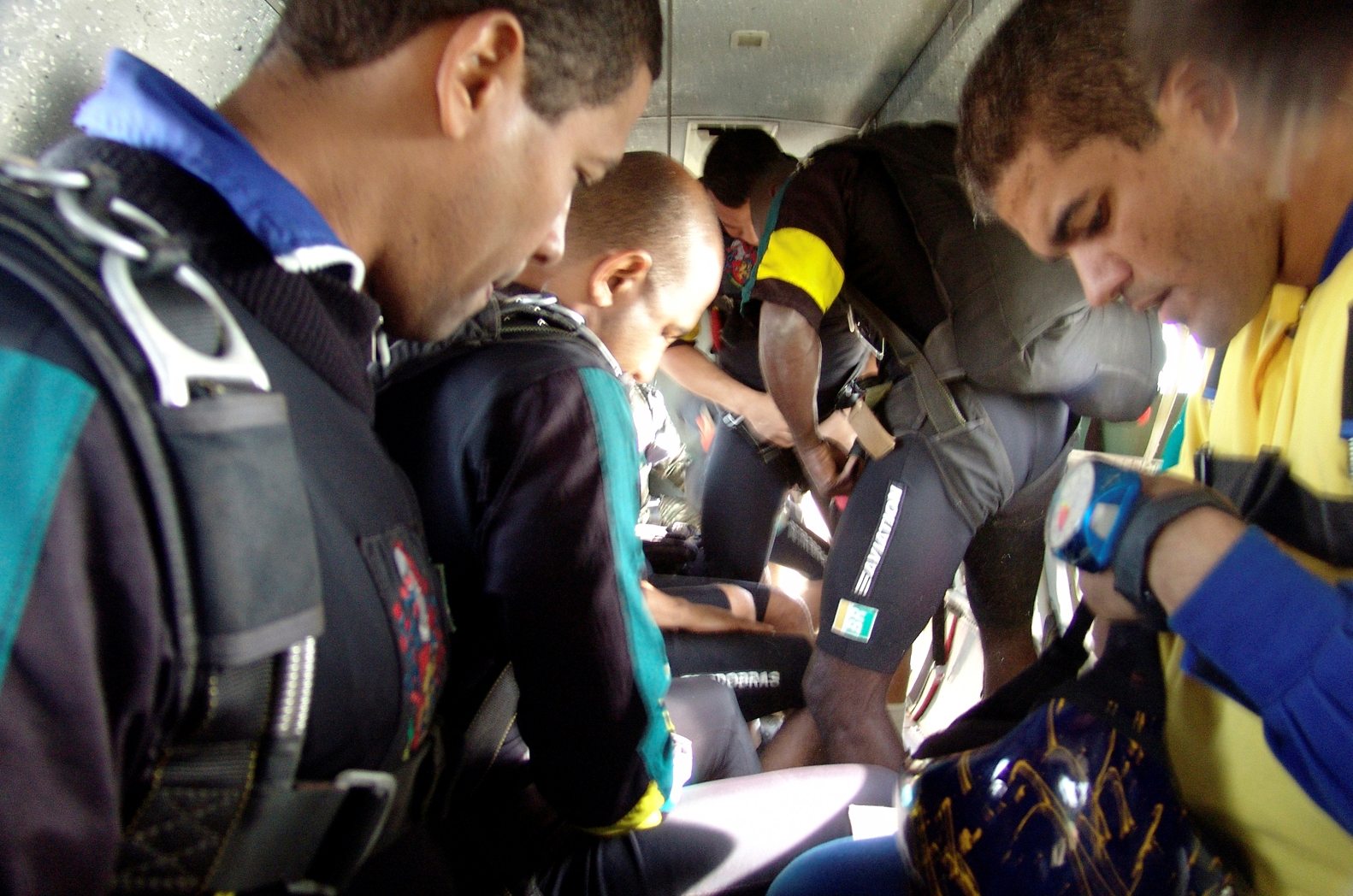
Paraquedistas do exército brasileiro
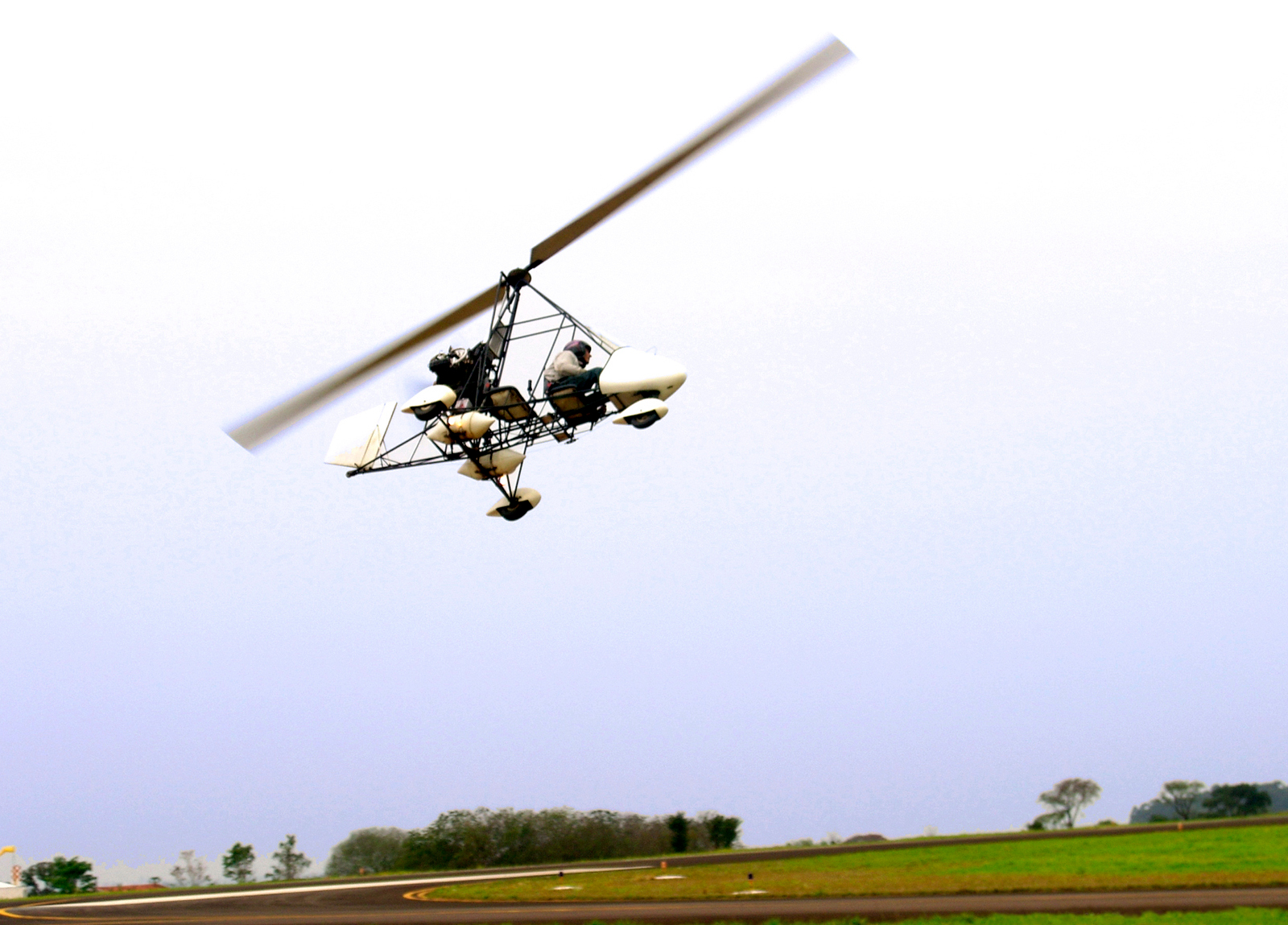
Girocóptero
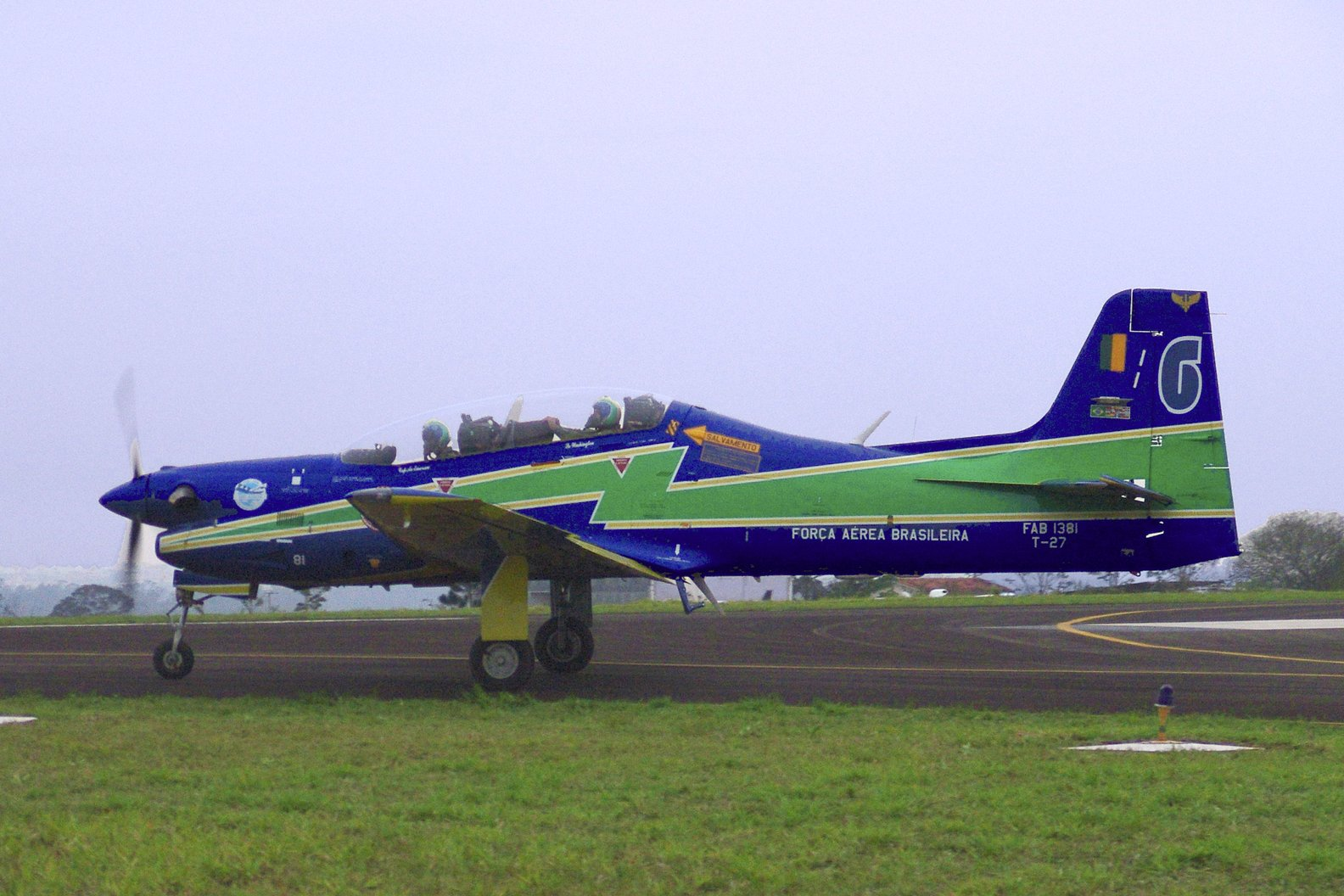
Esquadrilha da fumaça
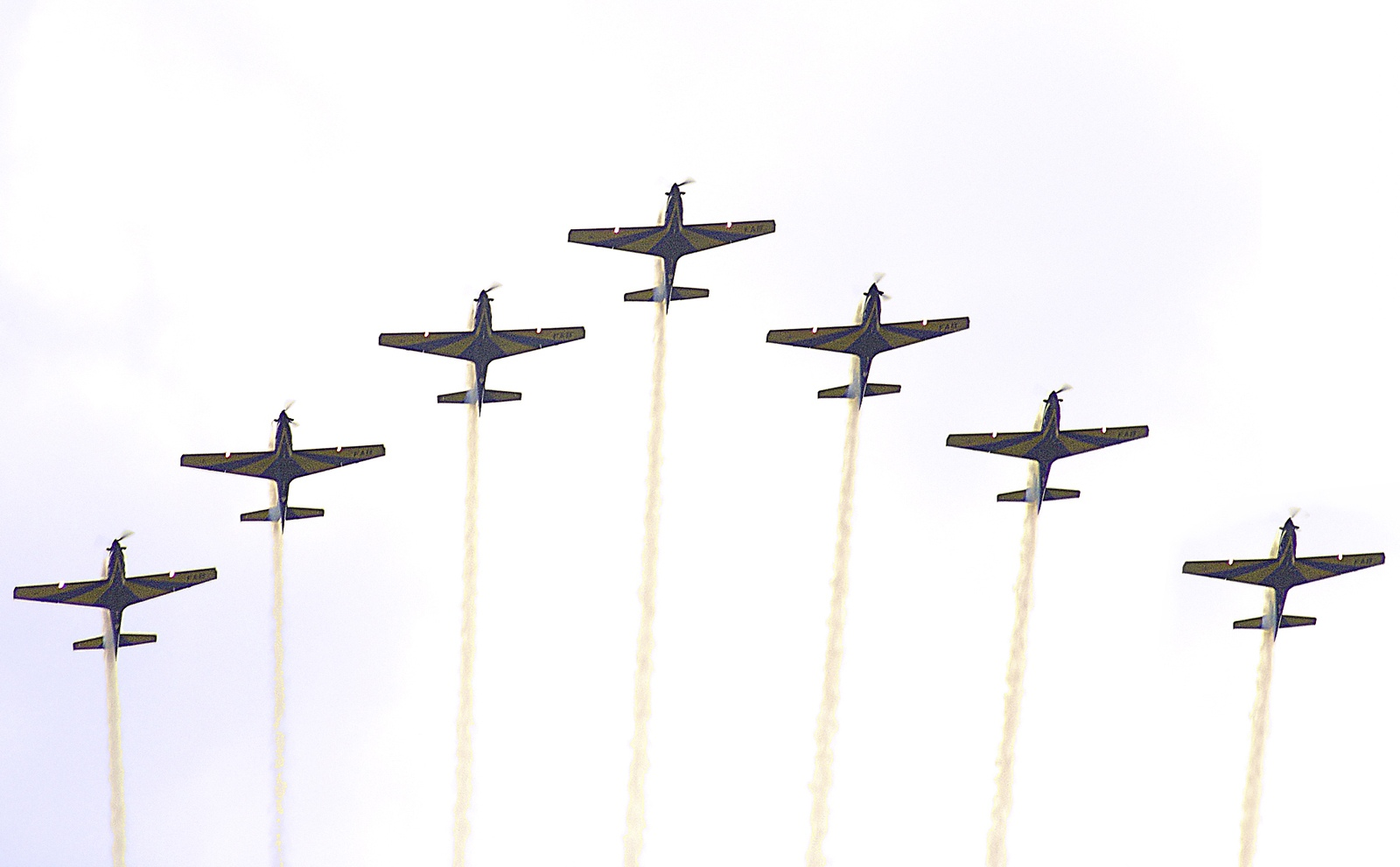
Formação esquadrilha da fumaça
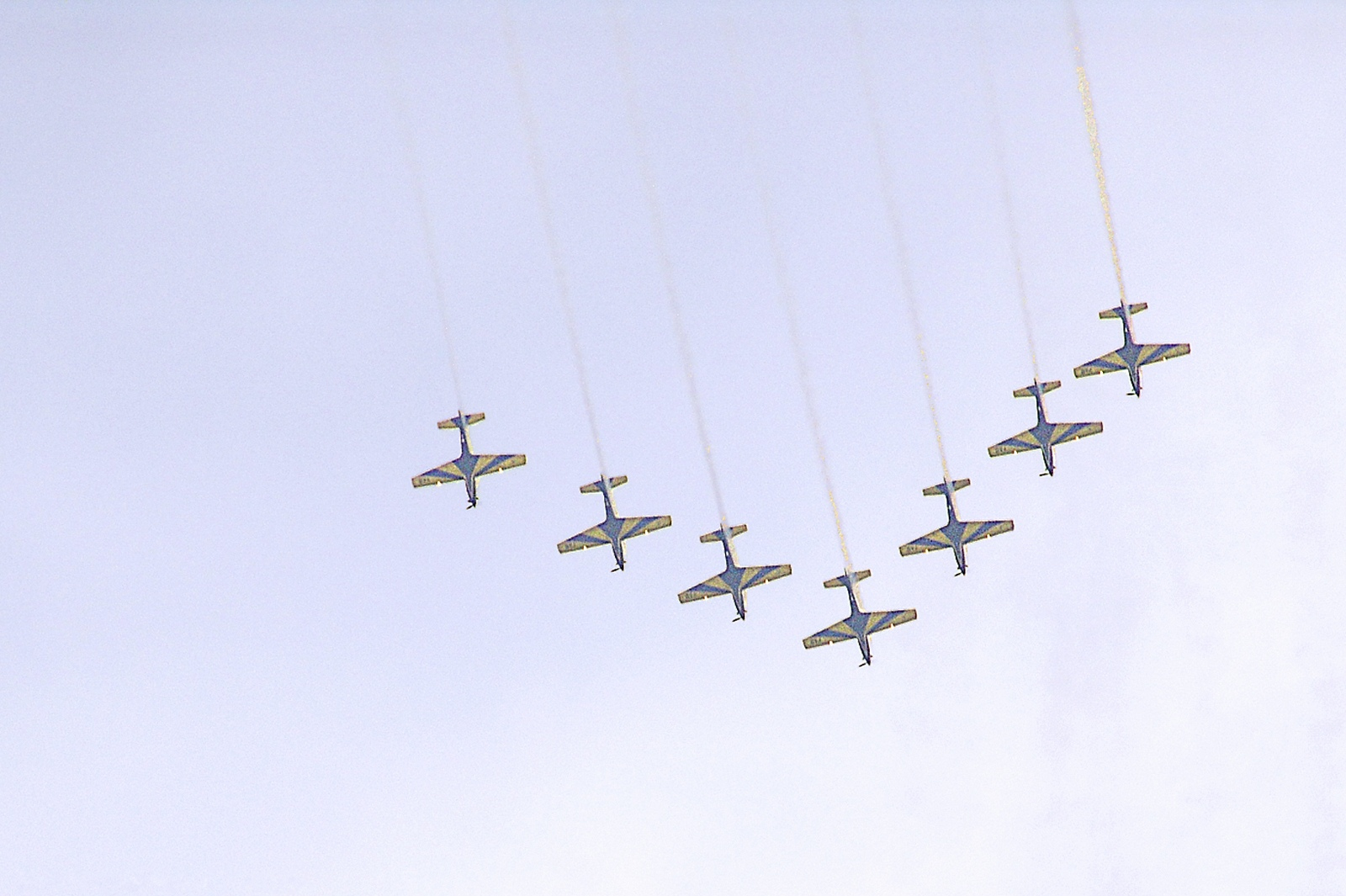
Esquadrilha da fumaça
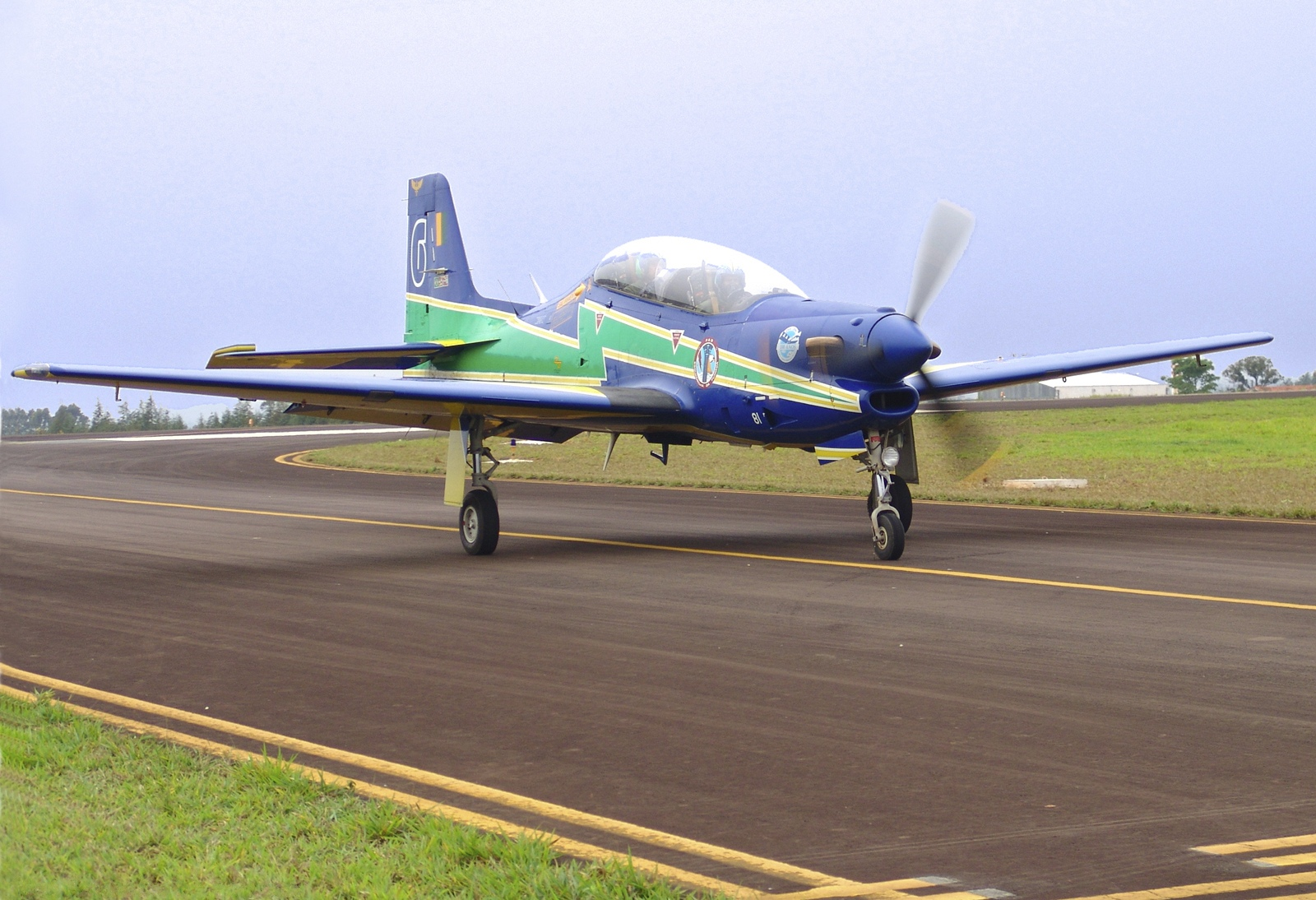
Esquadrilha da fumaça
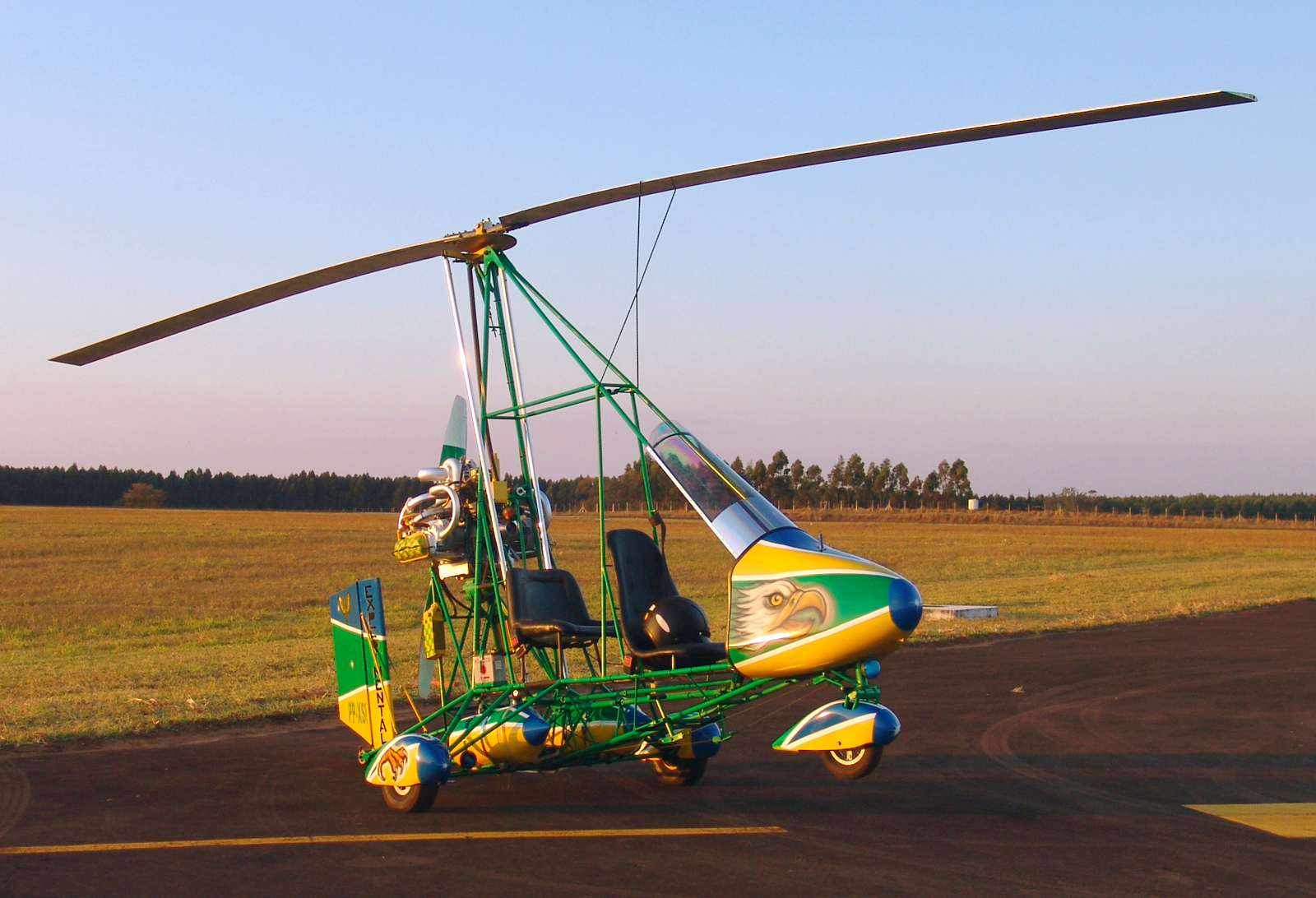
Girocóptero ou autogiro
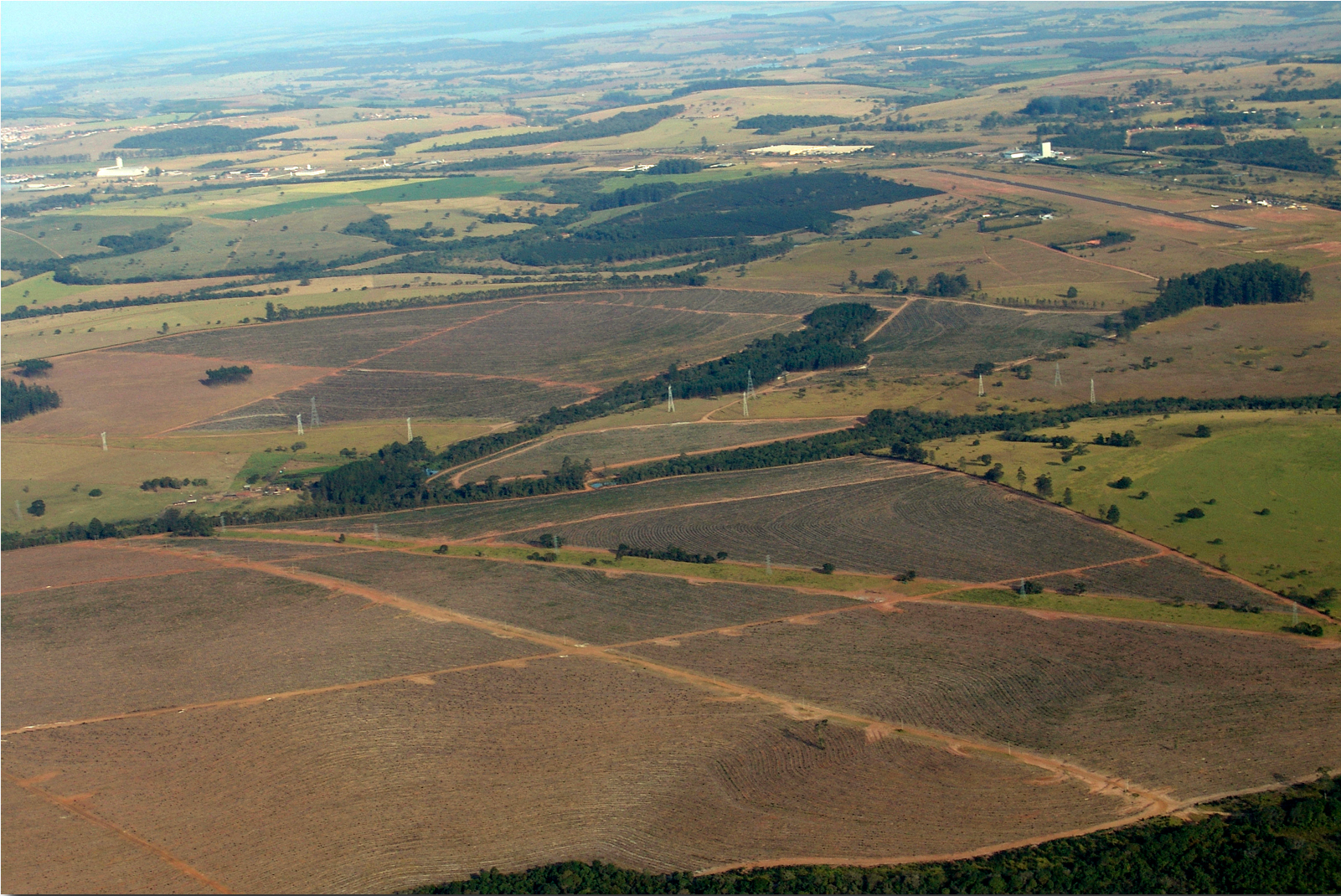
Pista, canto superior direito.